# Sherman (Texas)
Sherman é uma cidade localizada no estado norte-americano do Texas, no Condado de Grayson.

## Demografia
Segundo o censo norte-americano de 2000, a sua população era de 35.082 habitantes.
Em 2006, foi estimada uma população de 37.623, um aumento de 2541 (7.2%).

## Geografia
De acordo com o United States Census Bureau tem uma área de
100,0 km², dos quais 99,8 km² cobertos por terra e 0,2 km² cobertos por água. Sherman localiza-se a aproximadamente 238 m acima do nível do mar.

## Localidades na vizinhança
O diagrama seguinte representa as localidades num raio de 16 km ao redor de Sherman.